# Rechtshilfe
Rechtshilfe ist der juristische Begriff für die Vornahme einer einzelnen, bestimmten richterlichen Handlung durch ein anderes Gericht als das Gericht, das grundsätzlich mit der Rechtssache befasst ist, zum Beispiel die Vernehmung eines auswärts wohnenden Zeugen durch einen Richter, in dessen Gerichtsbezirk der Zeuge wohnt. Hierbei muss es sich um eine Amtshandlung handeln, die auch das ersuchende Gericht vornehmen kann, die Übertragung jedoch aus Zweckmäßigkeitsgründen auf den ersuchten Richter erfolgt. Hierbei ist zu beachten, dass alle Gerichte im Bereich ihrer Gerichtsbarkeit zur Rechtshilfe verpflichtet sind. Eine Ablehnung der Rechtshilfe ist nur dann möglich, wenn die verlangte Amtshandlung nach dem Recht des ersuchten Gerichtes unzulässig wäre (§ 158 des Gerichtsverfassungsgesetzes (GVG)).
Hiervon zu unterscheiden ist die Amtshilfe, bei der es sich um eine Anfrage zur Hilfeleistung einer Behörde an eine andere Behörde oder ein Gericht handelt.
Zu unterscheiden ist hierbei zwischen innerstaatlicher Rechtshilfe, die systematisch zu Art. 35 Grundgesetz gehört, und der internationalen Rechtshilfe.
Spezialregelungen zur innerstaatlichen Rechtshilfe finden sich zum Beispiel in §§ 156, 158 GVG, § 13 ArbGG, § 14 VwGO, § 13 FGO und § 5 SGG.

## Internationale Rechtshilfe
Unter Internationaler Rechtshilfe ist zu verstehen, dass Hilfe durch ausländische Behörden, insbesondere Gerichte und Konsulate, geleistet wird. Internationale Rechtshilfe wird in erster Linie aufgrund gegenseitiger internationaler Verträge über Rechtshilfe und Auslieferung gewährt, kann aber auch vertragslos erfolgen („Courtoisie“, „mutual legal assistance“). Grundlagen für Internationale Rechtshilfe sind in Zivil- und Handelssachen unter anderem das Haager Zustellungsübereinkommen und das Haager Beweisaufnahmeübereinkommen; im Strafrecht Auslieferungs- und Rechtshilfeverträge. Die Gewährung von Rechtshilfe in Strafsachen ohne völkerrechtliche Grundlage (sog. Kulanzrechtshilfe) erfolgt in Deutschland nach dem Gesetz über die internationale Rechtshilfe in Strafsachen (IRG).
In der internationalen Rechtshilfe in Strafsachen wird unterschieden zwischen
- der Auslieferung in den ersuchenden Staat (große Rechtshilfe) und
- der Ausführung aller anderen Handlungen der Strafverfolgung für einen fremden Staat, wie Zustellung gerichtlicher Mitteilungen, Befragung von Zeugen oder Beschaffung und Herausgabe von Beweismitteln (kleine Rechtshilfe).

Das Auslieferungsverfahren ist ein formales Verfahren, bei dem eine Person von dem Staat, in dem er sich aufhält, in den ersuchenden Staat verbracht werden soll, um dort vor Gericht gestellt zu werden oder eine bereits verhängte Strafe zu verbüßen.
Gegenstand der kleinen Rechtshilfe sind im Wesentlichen das Bewirken von Zustellungen, die Vernehmung von Zeugen und die Beschaffung von Beweismitteln durch Durchsuchungen, die Sicherstellung und Herausgabe von Urkunden (insbesondere Geschäftsunterlagen) sowie Auskünfte (z. B. Bankauskünfte).
Rechtshilfe wird grundsätzlich durch Justizbehörden geleistet (Justizrechtshilfe). Rechtshilfe kann auch in Verfahren in Bezug auf Handlungen geleistet werden, die nach dem innerstaatlichen Recht der ersuchenden Vertragspartei oder der ersuchten Vertragspartei als Zuwiderhandlungen gegen Rechtsvorschriften durch Verwaltungsbehörden geahndet werden, gegen deren Entscheidung ein insbesondere in Strafsachen zuständiges Gericht angerufen werden kann (Art. 1 IV 2. ZP-EuRhÜbk) (Verwaltungsrechtshilfe).
Eine Übermittlung der Ersuchen erfolgt normalerweise auf diplomatischem Weg, da der Weg von Gericht zu Gericht nur bedingt möglich ist. Internationale Rechtshilfe setzt voraus, dass die sogenannte ordre public eingehalten wird, was bedeutet, dass sie nur geleistet werden kann, wenn sie den Grundsätzen der innerstaatlichen Rechtsordnung nicht widerspricht. Dies ergibt sich zum Beispiel für Deutschland aus § 30 IRG.